# Lucas Melano
Lucas Santiago Melano (Hernando, 1º marzo 1993) è un calciatore argentino, attaccante del Miami FC.

## Carriera

### Club

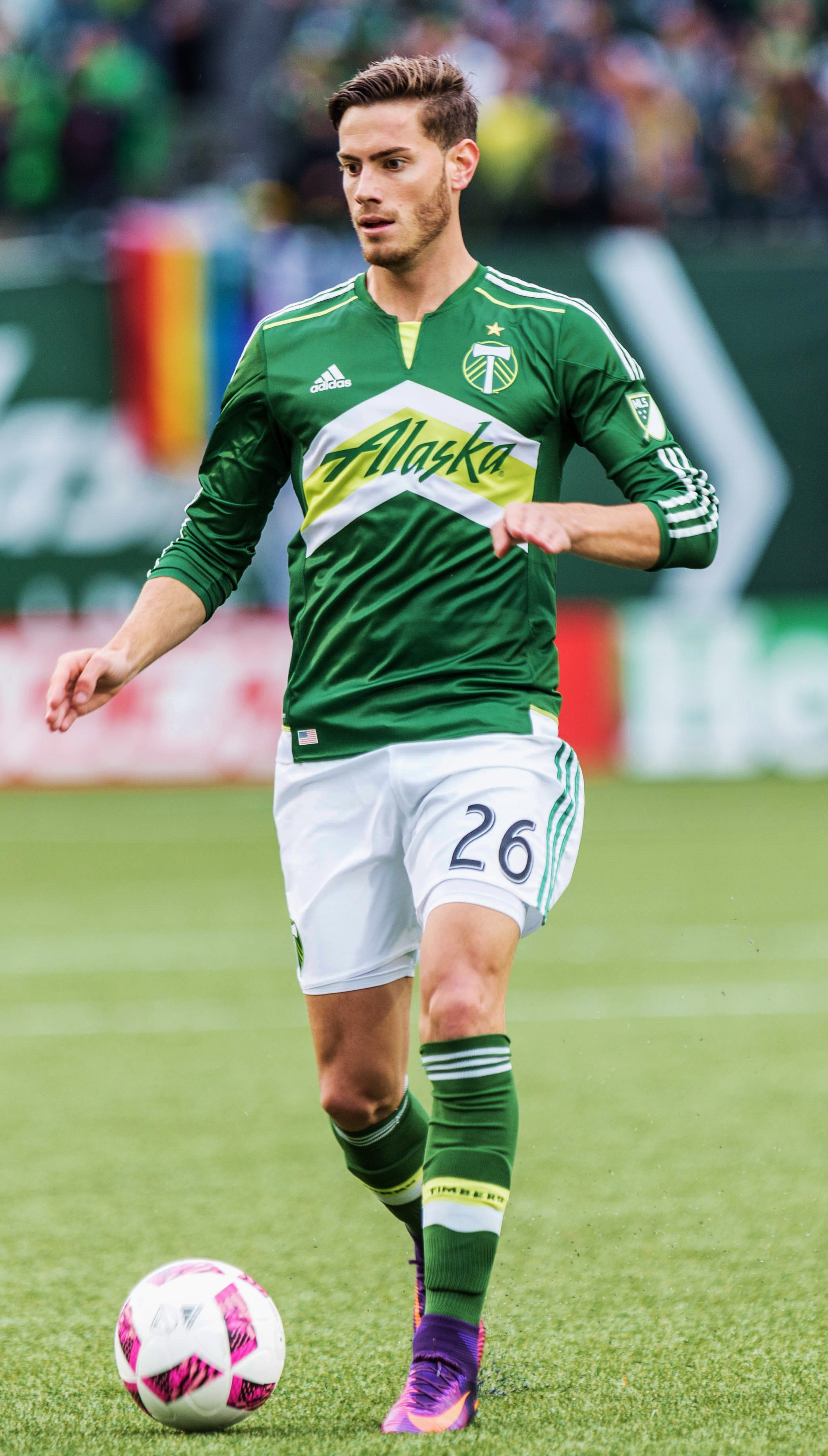
Melano nel 2016

Cresciuto nelle file del Belgrano, ha debuttato tra i professionisti il 18 marzo 2012, in Independiente-Belgrano (2-0), subentrando a Matías Giménez al minuto 78. Ha militato nelle file del Belgrano per due stagioni, totalizzando 44 presenze e 7 reti in campionato. Nel luglio 2013 è passato al Lanús. Dopo due stagioni nel club granata, il 17 luglio 2015 si è trasferito ai Portland Timbers, club statunitense. Il 9 gennaio 2017 si è trasferito in prestito al Belgrano. Il 4 agosto 2017 è passato con la formula del prestito gratuito all'Estudiantes (LP). Rientrato dal prestito nell'estate 2018, ha militato nelle file dei Portland Timbers fino all'anno successivo, totalizzando 15 presenze e una rete in campionato. Il 26 luglio 2019 ha rescisso il proprio contratto. Rimasto svincolato, il 26 luglio 2019 è stato ingaggiato dall'Atl. Tucumán. L'11 febbraio 2021 si è trasferito al San Lorenzo. Il 4 agosto 2021 ha rescisso il proprio contratto. Il 3 settembre 2021 è stato ingaggiato dal Central Córdoba (SdE). Il 12 gennaio 2022 si è trasferito all'Universidad Católica. Il 22 luglio 2022 ha risolto il proprio contratto. Rimasto svincolato, il 31 agosto 2022 è stato ufficializzato il suo trasferimento a parametro zero al Newell's Old Boys. Il 26 gennaio 2023 è passato al Sarmiento (J). Il 13 settembre 2023 si è trasferito in Azerbaigian, nelle file del Neftçi Baku.

### Nazionale
Nel 2013 è stato inserito nella lista dei convocati per il Campionato sudamericano Under-20. Ha debuttato ufficialmente il successivo 10 gennaio, in occasione del match di apertura Argentina-Cile (0-1), subentrando a Lucas Romero al minuto 62. Ha messo a segno la sua unica rete con la selezione Under-20 il 14 gennaio 2013, in Argentina-Bolivia (2-2), siglando il gol del momentaneo 1-1 al minuto 49. Ha totalizzato, con la selezione Under-20 argentina, tre presenze ed una rete.

## Statistiche

### Presenze e reti nei club
Statistiche aggiornate al 20 agosto 2024.
| Stagione                | Squadra                 | Campionato              | Campionato | Campionato | Coppe nazionali | Coppe nazionali | Coppe nazionali | Coppe continentali | Coppe continentali | Coppe continentali | Altre coppe | Altre coppe | Altre coppe | Totale | Totale | Totale |
| Stagione                | Squadra                 | Comp                    | Pres       | Reti       | Comp            | Pres            | Reti            | Comp               | Pres               | Reti               | Comp        | Pres        | Reti        | Pres   | Reti   |        |
| ----------------------- | ----------------------- | ----------------------- | ---------- | ---------- | --------------- | --------------- | --------------- | ------------------ | ------------------ | ------------------ | ----------- | ----------- | ----------- | ------ | ------ | ------ |
| 2011-2012               | Belgrano                | PD                      | 7          | 2          | CA              | 1               | 0               | -                  | -                  | -                  | -           | -           | -           | 8      | 2      |        |
| 2012-2013               | Belgrano                | PD                      | 37         | 5          | CA              | 1               | 0               | -                  | -                  | -                  | -           | -           | -           | 38     | 5      |        |
| Totale Belgrano         | Totale Belgrano         | Totale Belgrano         | 44         | 7          |                 | 2               | 0               |                    | -                  | -                  |             | -           | -           | 46     | 7      |        |
| 2013-2014               | Lanús                   | PD                      | 19         | 3          | CA              | 1               | 0               | CL+CS              | 2+9                | 0+3                | -           | -           | -           | 30     | 6      |        |
| 2014                    | Lanús                   | PD                      | 9          | 0          | CA              | 1               | 0               | CS+RCS             | 2+2                | 0+0                | SBC         | 1           | 0           | 15     | 0      |        |
| gen.-lug. 2015          | Lanús                   | PD                      | 14         | 5          | CA              | 0               | 0               | -                  | -                  | -                  | -           | -           | -           | 14     | 5      |        |
| Totale Lanús            | Totale Lanús            | Totale Lanús            | 42         | 8          |                 | 2               | 0               |                    | 15                 | 3                  |             | 1           | 0           | 60     | 11     |        |
| lug.-dic. 2015          | Portland Timbers        | MLS                     | 13+6       | 1+1        | USOC            | 0               | 0               | -                  | -                  | -                  | -           | -           | -           | 19     | 2      |        |
| 2016                    | Portland Timbers        | MLS                     | 31         | 3          | USOC            | 1               | 0               | CCL                | 3                  | 0                  | -           | -           | -           | 35     | 3      |        |
| Totale Portland Timbers | Totale Portland Timbers | Totale Portland Timbers | 50         | 5          |                 | 1               | 0               |                    | 3                  | 0                  |             | -           | -           | 54     | 5      |        |
| gen.-giu. 2017          | Belgrano                | PD                      | 15         | 0          | CA              | 1               | 0               | -                  | -                  | -                  | -           | -           | -           | 16     | 0      |        |
| 2017-2018               | Estudiantes (LP)        | PD                      | 20         | 3          | CA              | 2               | 0               | CL                 | 6                  | 2                  | -           | -           | -           | 28     | 5      |        |
| lug.-dic. 2018          | Portland Timbers        | MLS                     | 7+4        | 1+0        | USOC            | 0               | 0               | -                  | -                  | -                  | -           | -           | -           | 11     | 1      |        |
| gen.-lug. 2019          | Portland Timbers        | MLS                     | 8          | 0          | USOC            | 0               | 0               | -                  | -                  | -                  | -           | -           | -           | 8      | 0      |        |
| Totale Portland Timbers | Totale Portland Timbers | Totale Portland Timbers | 19         | 1          |                 | 0               | 0               |                    | -                  | -                  |             | -           | -           | 19     | 1      |        |
| 2019-2020               | Atl. Tucumán            | PD                      | 19         | 0          | CA              | 2               | 0               | CL+CS              | 4+2                | 0+0                | CDAM        | 11          | 3           | 38     | 3      |        |
| gen.-feb. 2021          | Atl. Tucumán            | PD                      | 0          | 0          | CA              | 0               | 0               | -                  | -                  | -                  | CLP         | 0           | 0           | 0      | 0      |        |
| Totale Atlético Tucumán | Totale Atlético Tucumán | Totale Atlético Tucumán | 19         | 0          |                 | 2               | 0               |                    | 6                  | 0                  |             | 11          | 3           | 38     | 3      |        |
| feb.-ago. 2021          | San Lorenzo             | PD                      | 0          | 0          | CA              | 2               | 0               | CL+CS              | 3+3                | 0+0                | CLP         | 7           | 0           | 15     | 0      |        |
| ago.-dic. 2021          | Central Córdoba (SdE)   | PD                      | 13         | 3          | CA              | 0               | 0               | -                  | -                  | -                  | CLP         | 0           | 0           | 13     | 3      |        |
| gen.-lug. 2022          | Universidad Católica    | PD                      | 5          | 0          | CC              | 0               | 0               | CL                 | 3                  | 0                  | SCC         | 0           | 0           | 8      | 0      |        |
| ago.-dic. 2022          | Newell's Old Boys       | PD                      | 0          | 0          | CA              | 0               | 0               | -                  | -                  | -                  | CLP         | 0           | 0           | 0      | 0      |        |
| gen.-set. 2023          | Sarmiento (J)           | PD                      | 24         | 4          | CA              | 1               | 0               | -                  | -                  | -                  | CLP         | 1           | 0           | 26     | 4      |        |
| 2023-2024               | Neftçi Baku             | PL                      | 11         | 1          | AK              | 1               | 0               | -                  | -                  | -                  | -           | -           | -           | 12     | 1      |        |
| 2024-2025               | Neftçi Baku             | PL                      | 0          | 0          | AK              | 0               | 0               | -                  | -                  | -                  | -           | -           | -           | 0      | 0      |        |
| Totale Neftçi Baku      | Totale Neftçi Baku      | Totale Neftçi Baku      | 11         | 1          |                 | 1               | 0               |                    | -                  | -                  |             | -           | -           | 12     | 1      |        |
| Totale carriera         | Totale carriera         | Totale carriera         | 262        | 32         |                 | 14              | 0               |                    | 39                 | 5                  |             | 20          | 3           | 335    | 40     |        |

### Cronologia presenze e reti in nazionale
| Cronologia completa delle presenze e delle reti in nazionale ― Argentina under 20 | Cronologia completa delle presenze e delle reti in nazionale ― Argentina under 20 | Cronologia completa delle presenze e delle reti in nazionale ― Argentina under 20 | Cronologia completa delle presenze e delle reti in nazionale ― Argentina under 20 | Cronologia completa delle presenze e delle reti in nazionale ― Argentina under 20 | Cronologia completa delle presenze e delle reti in nazionale ― Argentina under 20 | Cronologia completa delle presenze e delle reti in nazionale ― Argentina under 20 | Cronologia completa delle presenze e delle reti in nazionale ― Argentina under 20 |
| Data                                                                              | Città                                                                             | In casa                                                                           | Risultato                                                                         | Ospiti                                                                            | Competizione                                                                      | Reti                                                                              | Note                                                                              |
| --------------------------------------------------------------------------------- | --------------------------------------------------------------------------------- | --------------------------------------------------------------------------------- | --------------------------------------------------------------------------------- | --------------------------------------------------------------------------------- | --------------------------------------------------------------------------------- | --------------------------------------------------------------------------------- | --------------------------------------------------------------------------------- |
| 10-1-2013                                                                         | Mendoza                                                                           | Argentina under 20                                                                | 0 – 1                                                                             | Cile under 20                                                                     | Sudamericano 2013                                                                 | -                                                                                 | 62’                                                                               |
| 12-1-2013                                                                         | Mendoza                                                                           | Argentina under 20                                                                | 1 - 2                                                                             | Paraguay under 20                                                                 | Sudamericano 2013                                                                 | -                                                                                 | 69’                                                                               |
| 14-1-2013                                                                         | Mendoza                                                                           | Argentina under 20                                                                | 2 - 2                                                                             | Bolivia under 20                                                                  | Sudamericano 2013                                                                 | 1                                                                                 |                                                                                   |
| Totale                                                                            |                                                                                   | Presenze                                                                          | 3                                                                                 |                                                                                   | Reti                                                                              | 1                                                                                 |                                                                                   |

## Palmarès

### Club

#### Competizioni internazionali
- Coppa Sudamericana: 1

Lanús: 2013

#### Competizioni nazionali
- Campionato MLS: 1

Portland Timbers: 2015